# Theretra jordani
Theretra jordani är en fjärilsart som beskrevs av Huwe 1905. Theretra jordani ingår i släktet Theretra och familjen svärmare. Inga underarter finns listade i Catalogue of Life.